# Lezioni di violoncello con toccata e fuga
Lezioni di violoncello con toccata e fuga è un film comico del 1976 diretto da Davide Montemurri al suo unico film per il grande schermo.